# Кокран, Том
Том Кокран (англ. Tom Cochrane) — современный канадский автор-исполнитель, известный как фронтмен группы Red Rider (1980—1989) и сольный исполнитель (с 1991). Автор получивших широкую популярность рок-хитов «Lunatic Fringe» и «Life is a Highway»; среди выпущенных альбомов получивший бриллиантовый статус в Канаде (объем продаж более 1 млн экземпляров) Mad Mad World. Лауреат премий «Джуно» исполнителю года (1992), автору-песеннику года (1989, 1992), за альбом года (Mad Mad World, 1992) и сингл года («Life is a Highway», 1992), номинант на премию «Грэмми» за лучшее мужское вокальное рок-исполнение (1993). Член Зала славы канадской музыки (2003), обладатель звезды на Аллее славы Канады (2009).

## Биография
Родился в 1953 году в Линн-Лейк (Манитоба) в семье летчика и еще в раннем детстве с семьей переехал в Онтарио. В 11 лет выменял игрушечную железную дорогу на свою первую гитару и тогда же написал свою первую песню. С начала 1970-х годов исполнял фолк в кафе торонтского района Йорквилл В 1973 году на лейбле Daffodil Records вышел дебютный сингл Кокрана «You’re Driving Me Crazy». На следующий год этот же лейбл выпустил первый сольный альбом Кокрана Hang On To Your Resistance. Этот альбом, однако, не принес ему известности, так же как и создание саундтрека к вышедшему в 1976 году кинофильму «Удовольствие — мой бизнес».
Продолжая выступать при любой возможности, зарабатывал на жизнь другими способами, в том числе как посудомойка, таксист и курьер. В 1977 году присоединился к рок-группе Red Rider из Южного Онтарио, в которой стал основным автором песен и фронтменом. Вышедший в 1980 году дебютный альбом группы Don’t Fight It показал неожиданно высокий уровень продаж, а сингл «White Hot» получил в Канаде статус золотого. До 1984 года группа выпустила еще три альбома. Все они получили высокие оценки в Канаде за оригинальную музыку и выразительные тексты, а третий альбом группы, Neruda, пользовался успехом и на радиостанциях США. Песня «Lunatic Fringe» стала одной из самых исполняемых рок-композиций в США.
В 1984 году Red Rider пережила тяжелый кризис и едва не распалась. К 1986 году заново собравшийся коллектив получил новое название Tom Cochrane & Red Rider. Под этим же названием вышел его следующий альбом, две песни из которого — «Boy Inside the Man» и «Untouchable One» — стали хитами. В 1987 году музыканты удостоились премии «Джуно» в номинации «Группа года». После этого популярность Кокрана как исполнителя достигла достаточного уровня, чтобы лейбл Capitol Records переиздал его первый сольный альбом. До конца 1980-х годов Кокран выпустил с группой еще два альбома: Red Rider: Victory Day в 1988 и The Symphony Session, записанный в 1989 году вживую в сопровождении Эдмонтонского симфонического оркестра. В числе треков Victory Day была песня «Big League», ставшая одной из главных «визитных карточек» Кокрана как автора-песенника.
После того как группа Red Rider распалась, Кокран возобновил сольную работу. Уже первый его новый сольный альбом, Mad Mad World, обрел исключительную популярность. В Канаде он разошелся тиражом свыше 1 млн экземпляров, получив бриллиантовый статус и став одним из самых продаваемых дисков в истории. За рубежом было продано свыше 2 млн копий, сингл «Life is a Highway» вошел в топ-10 американского чарта Billboard Hot 100, а сам Кокран стал номинантом на премию «Грэмми». В Канаде он в 1992 году удостоился сразу четырех премий «Джуно».
В 1993 году подписал новый контракт с лейблом EMI, с которым выпустил альбом-компиляцию Ashes to Diamonds: A Collection. Сингл «I Wish You Well» со следующего альбома, Ragged Ass Road, стал в 1995 году первой песней в Канаде, дебютировавшей на первом месте одновременно в чарте продаж и в радиочарте. Следующий студийный альбом Xray Sierra появился в 1998 году, а в 2002 году вышли сразу два диска-компиляции Anthology и Trapeze: The Collection. В последний альбом, вышедший как двойной компакт-диск, вошла и новая композиция Кокрана «Just Like Ali», темой которой стала болезнь Паркинсона, от которой страдали его отец Так и знаменитый боксер Мухаммед Али. Выручка от продаж этого сингла и альбома в целом была передана Паркинсоновскому обществу Канады.
В 2006 году, в год выхода следующего сольного альбома Кокрана No Stranger, его хит «Life is a Highway» пережил новый всплеск популярности благодаря выходу на экран мультфильма «Тачки», для которого его перепела американская группа Rascal Flatts. В феврале 2010 года Кокран и другие музыканты Red Rider выступили на церемонии открытия Олимпийских игр в Ванкувере. Позже в том же месяце Кокран участвовал в записи ремейка песни «Wavin’ Flag», автором которой является другой канадец K’naan. Сборы от продаж сингла были направлены в помощь жертвам землетрясения на Гаити. Кокран также сотрудничает с благотворительной организацией World Vision International и много раз посещал Африку с её миссиями. Он участвовал в кампании Make Poverty History и поддерживает Всемирное общество защиты животных. От жены Катлин у него родились две дочери.

## Альбомы
Сольные
- 1974 — Hang on to Your Resistance (Daffodil Records)
- 1987 — Hang on to Your Resistance (Capitol Records)[9]
- 1992 — Mad Mad World
- 1993 — Ashes to Diamonds: A Collection
- 1995 — Ragged Ass Road
- 1997 — Songs of a Circling Spirit
- 1998 — Xray Sierra
- 2002 — Anthology
- 2002 — Trapeze: The Collection
- 2006 — No Stranger
- 2015 — Take it Home

В составе Red Rider
- 1980 — Don’t Fight It
- 1981 — As Far as Siam
- 1983 — Neruda
- 1984 — Breaking Curfew
- 1986 — Tom Cochrane & Red Rider
- 1987 — Over 60 Minutes with Red Rider
- 1988 — Victory Day
- 1989 — The Symphony Sessions

## Награды
- 1987 — «Джуно» в номинации «Группа года» (в составе группы Red Rider[англ.])
- 1989 — «Джуно» в номинации «Композитор года»
- 1992 — «Джуно» в номинациях «Мужчина-вокалист года», «Автор-песенник года», «Альбом года» (Mad Mad World) и «Сингл года» («Life is a Highway»)[10]
- 2003 — член Зала славы канадской музыки
- 2007 — офицер ордена Канады[11]
- 2009 — звезда на Аллее славы Канады
- 2012 — медаль Бриллиантового юбилея королевы Елизаветы II[12]
- 2013 — гуманитарная премия «Джуно»
- 2015 — орден Манитобы[13]